# Don't Suppose
Don't Suppose è il primo album da solista del cantante britannico Limahl, pubblicato nel 1984 dalla EMI.

## Il disco
L'album viene pubblicato due volte: la prima volta presenta come brano di chiusura del lato A la traccia dal vivo The Greenhouse Effect, poi sostituita, nella seconda edizione, dal grande successo The NeverEnding Story, tema principale della colonna sonora del film del 1984 La storia infinita, composta da Giorgio Moroder (anche autore della musica del singolo Ivory Tower).
A parte The NeverEnding Story, il cui testo è stato scritto da Moroder assieme a Keith Forsey, il disco è stato completamente composto da Limahl e prodotto da Dave Harris e Tim Palmer (quest'ultimo già collaboratore coi Kajagoogoo). Il cantante avrebbe in seguito dichiarato che rispetto a White Feathers.
L'album viene anticipato da un 45 giri, Only for Love, che ottiene un grande successo entrando nella Official Singles Chart alla posizione 16. Proprio grazie a questo pezzo Limahl conoscerà Giorgio Moroder, che gli proporrà di cantare per lui The NeverEnding Story per il film omonimo. Proprio questo brano viene estratto come terzo singolo dall'album, preceduto da Too Much Trouble. Un quarto singolo, Tar Beach, viene pubblicato soltanto in Germania.

## Tracce
1. "Don't Suppose" – (Limahl)
2. "That Special Something" – (Limahl)
3. "Your Love" – (Limahl)
4. "Too Much Trouble" – (Limahl)
5. "The NeverEnding Story" – (Forsey/Giorgio Moroder)
6. "Only for Love" – (Limahl)
7. "I Was a Fool" – (Limahl)
8. "The Waiting Game" – (Limahl)
9. "Tar Beach" – (Limahl)
10. "Oh Girl" – (Limahl)

## Formazione
- Limahl - voce,  tastiera, produzione
- Ellie Jones - chitarra, cori, produzione
- Robin Jones - basso
- Giorgio Moroder - produzione (traccia 5)
- Keith Forsey - produzione (traccia 5)
- Dave Harris - batteria, produzione
- Tim Palmer - produzione (eccetto traccia 5)
- Nick Rhodes - produzione (eccetto traccia 5)